# 放送批評懇談会
特定非営利活動法人放送批評懇談会（ほうそうひひょうこんだんかい、略称：放懇）は、放送に関する批評活動を行う特定非営利活動法人。

## 概要
1963年（昭和38年）、「放送に関する批評活動を通じて、放送文化の振興を図り、放送の発展に寄与すること」を目的として、放送評論家、メディア研究者などによって設立された任意団体を起源とする。評論家、文筆家、ジャーナリスト、メディア研究者、放送関係者などで構成。正会員は約200名。維持会員として、放送局、制作会社、広告会社、メディア企業などが参画している。
日本の放送文化の質的な向上を願い、優れたテレビ・ラジオ・CM作品および放送活動やクリエイターを発掘して顕彰する賞としてギャラクシー賞を表彰しているほか、シンポジウム・セミナーの開催、月刊誌『GALAC』（1967年に創刊した『放送批評』をリニューアル）の刊行、編集・発行、放送やメディアについての情報を提供するシンポジウム・セミナー・イベントなど主な活動目的としている。
2005年5月2日付けで、特定非営利活動法人（NPO）となり、視聴者参加型のギャラクシー賞「マイベストTV賞」を設立するなど活動を広げている。

## 沿革
- 1963年4月16日 - 設立。 ギャラクシー賞創設。放送批評懇談会ニュース創刊。初代会長・澁澤秀雄、初代理事長・内村直也。
- 1964年 - 創立1周年。第1回ギャラクシー賞贈賞式開催（トロフィー・デザイン／ガラス作家：岩田糸子）。
- 1967年 - 月刊「放送批評」創刊。
- 1980年 - セミナー、シンポジウム事業スタート。
- 1989年 - 第27回ギャラクシー賞。ラジオ部門独立、テレビとラジオの2部門制に。
- 1992年 - ローカルニュース全国機構。静岡・仙台・大阪でニュース調査活動。
- 1995年 - 第33回ギャラクシー賞。CM部門新設。
- 1997年 - 月刊「放送批評」を名称変更、「GALAC／ぎゃらく」としてリニューアル創刊。
- 2002年 - ホームページ開設。第40回ギャラクシー賞。報道活動部門新設。
- 2003年 - 会のビジュアル・イメージを作成（デザイン／松永真）。
- 2004年 - 「ギャラクシー賞40年史」刊行。
- 2005年 - 任意団体から特定非営利活動法人（NPO）に。視聴者参加による「ギャラクシー賞マイベストTV賞」を創設。
- 2010年 - 志賀信夫賞、創設。
- 2013年 - ギャラクシー賞トロフィー、賞状のデザイン刷新（デザイン／松永真）。『放送批評の50年』刊行。「ギャラクシー賞第41回〜第50回」刊行。ギャラクシー賞データベース開設。
- 2016年5月10日 - 放送批評懇談会オンライン会員Gメンバー発足。

## 出版物
- 月刊「放送批評」（1967年 - 1997年）
- 月刊「GALAC」（1997年6月創刊 - 、継続）